# Listă de filme americane din anii 1890

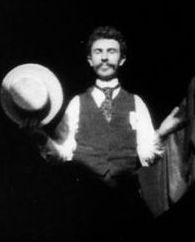
William Kennedy Dickson în Dickson Greeting, 1891

Aceasta este o listă de filme americane din anii 1890:
| 1890                                  |                                     |                                                         |                        | |
| Monkeyshines, No. 1                   | William K.L. Dickson, William Heise |                                                         | Scurtmetraj            | Primul film american: surse contradictorii indică faptul că a fost turnat fie în iunie 1889, fie în noiembrie 1890 |
| Monkeyshines, No. 2                   |                                     |                                                         | Scurtmetraj            | |
| Monkeyshines, No. 3                   |                                     |                                                         | Scurtmetraj            | |
| 1891                                  |                                     |                                                         |                        | |
| Dickson Greeting                      | William Kennedy Dickson             | William Kennedy Dickson                                 | Scurtmetraj            | |
| Newark Athlete                        | William Kennedy Dickson             |                                                         | Scurtmetraj            | |
| 1893                                  |                                     |                                                         |                        | |
| Blacksmith Scene                      | William K.L. Dickson                |                                                         | Scurtmetraj            | Primul film Kinetoscop prezentat publicului |
| 1894                                  |                                     |                                                         |                        | |
| The Dickson Experimental Sound Film   | William K.L. Dickson                |                                                         | Scurtmetraj            | Primul film Kinetophone (adică primul film cu sunet sincron). Posibil în 1895. |
| The Barbershop                        | William K.L. Dickson, William Heise |                                                         | Scurtmetraj            | |
| 1896                                  |                                     |                                                         |                        | |
| Rip's Twenty Years' Sleep             |                                     |                                                         | Scurtmetraj            | |
| Dancing Darkies                       |                                     |                                                         | Scurtmetraj            | |
| McKinley at Home, Canton, Ohio        |                                     | William McKinley, Ida Saxton McKinley, George Cortelyou | Scurtmetraj            | |
| The Kiss                              | William Heise                       | May Irwin, John Rice                                    | Scurtmetraj            | |
| 1897                                  |                                     |                                                         |                        | |
| The Corbett-Fitzsimmons Fight         | Enoch J. Rector                     | James J. Corbett, Bob Fitzsimmons                       | Lungmetraj, documentar | Primul film de lung metraj, primul film cu ecran lat, cel mai de succes film al secolului al XIX-lea. Este un film documentar regizat de Enoch J. Rector reprezentând meciul de box din 1897 dintre James J. Corbett și Bob Fitzsimmons din Carson City, Nevada, în ziua Sfântului Patrick. |
| Peeping Tom                           |                                     |                                                         | Scurtmetraj            | |
| 1899                                  |                                     |                                                         |                        | |
| How Would You Like to Be the Ice Man? |                                     |                                                         | Scurtmetraj            | |